# لباس شفاف
اللباس الشفاف هو أي لباس مصنوع من المخرمة أو القماش الشبكي أو القماش الشفاف الذي يسمح برؤية جسم مرتديه أو رؤية الملابس الداخلية من خلال نسيج هذا اللباس. كانت الأقمشة الشفافة مألوفة في أوروبا في القرن الثامن عشر. كان هناك «اتجاه للموضة الشفافة» لدى مصممي الملابس منذ عام 2008. يطلق على القماش الشفاف اسم النسيج الكاذب نظرًا لإعطاء انطباع بأن الجسد مكشوف.
قد يحتوي النسيج الشبكي على العديد من القطع المتصلة أو المنسوجة مع العديد من الثقوب المتقاربة، والتي تستخدم بشكل متكرر للقمصان الرياضية الحديثة. القماش الشفاف عبارة عن قطعة قماش رقيقة شبه شفافة. ويشمل القماش الشفاف: الشيفون والجورجيت والشاش. بعضها عبارة عن حياكة رفيعة تُستخدم في الجوارب الضيقة، والجوارب، والجوارب، وملابس الرقص، والملابس الداخلية. يمكن استخدامه أيضًا في القمصان والسراويل والتنانير والفساتين والعباءات، يمكن أن يصنع من اللثى، وهو شفاف بشكل طبيعي، أو البلاستيك في مواد ملابس بأي مستوى من الشفافية. عادةً ما يوجد البلاستيك الشفاف فقط في الملابس الزائدة، مثل معاطف المطر. يمكن أيضًا العثور على استخدام اللثى الشفاف للملابس في ملابس الفتيشية. تصبح بعض المواد شفافة عند البلل أو عند تسليط ضوء شديد عليها، مثل مصباح فلاش.

## القرنان الثامن عشر والتاسع عشر
خلال السبعينيات والثمانينيات من القرن الثامن عشر كانت هناك موضة للفساتين الملتفة التي كانت ترتديها أحيانًا الممثلات في الأدوار الشرقية تم انتقاد هؤلاء من قبل هوراس والبول من بين آخرين لأنهم يشبهون العباءات بشكل وثيق للغاية، بينما اعترض آخرون على موادهم الرقيقة الكاشفة، مثل شاش الحرير والشاش في ثمانينيات القرن الثامن عشر أصبح قميص لا رين الذي ارتدته ماري أنطوانيت في صورة سيئة السمعة عام 1783 لفيجي لو برون ذائع الصيت كان فستانًا موسلينًا أبيض مشابهًا للثوب الداخلي يسمى أيضًا قميصًا في عام 1784 زارت أبيجيل آدامز باريس، حيث صُدمت لملاحظة أن النساء الفرنسيات العصريات بما في ذلك مدام هيلفيتيوس، يفضلن النسخ الأكثر وضوحًا وشفافية لهذا الفستان بحلول نهاية تسعينيات القرن التاسع عشر، لاحظ لويس سيباستيان ميرسيه، وهو يراقب لباس المرأة الفرنسية، أن ديمي موندين كانت ترتدي ملابس وصفها بأنها "a la sauvage" تتألف من ثوب موسلين شبه شفاف يرتدي فقط فوق اللحم- جسد ملون، مع الثديين والذراعين والقدمين عارية ألقى ميرسير باللوم على العرض العام للتماثيل العارية أو المغطاة بخفة للتشجيع على هذا السلوك غير المحتشم في أواخر القرن الثامن عشر وفي العقد الأول من القرن التاسع عشر، كانت العباءات الكلاسيكية الجديدة المصنوعة من الشاش الشفاف خفيف الوزن من المألوف. كما التصق القماش بالجسم ليكشف عما يوجد تحته، جعل العري على الطريقة اليونانية محور المشهد العام غالبًا ما كان رسامي الكاريكاتير في ذلك الوقت يسخرون من مفهوم الشفافية في لباس المرأة مثل إسحاق كروكشانك. طوال القرن التاسع عشر، كانت الفساتين النسائية، خاصة لملابس الصيف أو ملابس السهرة، تتميز غالبًا بالأقمشة الشفافة. ومع ذلك، فقد تم تبطينها أو ارتداؤها دائمًا فوق الملابس الداخلية غير الشفافة أو الملابس الداخلية بحيث يتم الحفاظ على حشمة مرتديها.

### المعرض
ماري أنطوانيت في فستان موسلين، أو قميص لا رين، بقلم فيجي لو برون
Point de Convention («لا توجد اتفاقية على الإطلاق») بقلم لويس ليوبولد بويلي. يظهر فيلم Incroyable وهو يقترح امرأة ترتدي ملابس sauvage
1807 كاريكاتير يظهر فستانًا شفافًا بشكل مبالغ فيه
صورة للسيدة إليزابيث ليفسون-جاور، تظهر غطاءً من الشاش الشفاف بأكمام طويلة فوق ثوب داخلي من الحرير الأبيض
لوحة أزياء تظهر فستانًا كرويًا من مادة شفافة فوق ثوب سفلي وردي
صورة إيلينا تشيرتكوفا ستروجانوفا بفستان من الساتان الأسود بأكمام شاش بيضاء شفافة
صورة لأختين لجيمس تيسو تُظهر فستانًا صيفيًا من قماش الموسلين مع صدّ شفاف يُظهر بوضوح الذراعين وبروتيل منخفض العنق
معرض H.M.S. كلكتا من تيسو. فساتين صيفية من القماش الشفاف، مع بطانة ظهر منخفضة القص مرئية بوضوح
صورة سونيا نيبس لجوستاف كليمت. فستان بعد الظهر من الشيفون الوردي شديد الكثافة فوق بطانة أساس متينة

## القرن العشرون

### من 1900 إلى 1910
كان الثوب العصري في أوائل القرن العشرين هو «خصر بيكابو» وهو بلوزة مصنوعة من نسيج إنجليزي أو قماش شفاف مما أدى إلى شكاوى من أن اللحم يمكن رؤيته من خلال الثقوب في التطريز أو من خلال النسيج الرقيق في عام 1913، تسبب ما يسمى بـ «فستان الأشعة السينية»، الذي عُرِّف على أنه لباس المرأة الذي كان يُعتبر شديد الشفافية أو الكاشفة في إثارة رعب مماثل. في أغسطس من ذلك العام أعلن رئيس شرطة لوس أنجلوس عن نيته في التوصية بقانون يحظر على النساء ارتداء فستان الأشعة السينية «الشفاف» في الشوارع راسل ألبي، عمدة مدينة بورتلاند بولاية أوريغون أمر باعتقال أي امرأة تم القبض عليها وهي ترتدي فستان أشعة إكس في الشارع، والذي تم تعريفه على أنه عباءة مقطوعة منخفضة جدًا في الرقبة أو منقسمة إلى الركبة في العام التالي في عام 1914 كان لدى جان فيليب ورث، المصمم لدار الأزياء الراقية الشهير في باريس غرض زبون لسمك بطانة التفتا لفستانها والذي وُصف بأنه «أرق من ورق السجائر» ذكر وورث أن استخدام قماش مبطن أرق وشفاف سيكون له تأثير «فستان الأشعة السينية».في أستراليا، نُشر مقال في الديلي تلغراف في 24 نوفمبر 1913 يعارض بشدة «الفساتين الغريبة» و «البلوزات الخاطفة» التي أصبحت مؤخرًا الموضة في «العواصم الأخرى». وتشكو الافتتاحية من الفساتين «الشفافة الشديدة والنقص المفرط» و «البلوزة المنخفضة التي تسبب الالتهاب الرئوي»

### الستينيات
أصبحت الملابس الشفافة الشفافة من المألوف للغاية في الجزء الأخير من الستينيات. في عام 1967 قدمت Missoni عرضًا في Palazzo Pitti في فلورنسا، حيث لاحظت Rosita Missoni أن حمالات صدر العارضات ظهرت من خلال فساتينهن المحبوكة وطلبت منهن خلعها ومع ذلك، تحت أضواء المنصة، أصبحت الملابس شفافة بشكل غير متوقع، كاشفة عن أثداء عارية تحتها. تم تقديم الإطلالة الشفافة من قبل إيف سان لوران في العام التالي وفي لندن قدم أوسي كلارك فساتين شيفون شفافة مخصصة للارتداء بدون ملابس داخلية. أدى هذا الاتجاه إلى قيام مصممي المجوهرات مثل دانيال ستوينيسكو في Cadoro بابتكار «مجوهرات للجسم» يتم ارتداؤها مع البلوزات الشفافة والفساتين ذات القصات المنخفضة صمم Stoenescu «درع» معدني مزركش مستوحى من تمثال فينوس عثر عليه في بومبي، والذي كان يعمل مثل حمالة الصدر وتم تصميمه ليكون مرئيًا من خلال القمصان الشفافة مع الحفاظ على حشمة مرتديها

### السبعينيات
ترتدي فنانة موسيقى البانك روك باتي سميث زلة شفافة من الداخل إلى الخارج على غلاف ألبومها عام 1978 عيد الفصح

## الموضة المعاصرة
تم بيع فستان شفاف ارتدته كيت ميدلتون دوقة كامبريدج المستقبلية لحضور عرض أزياء خيري في عام 2002 في مزاد علني في 17 مارس 2011 مقابل 127500 دولار
لا تزال المواد الشفافة من مختلف الأنواع متوفرة لمجموعة واسعة من أنماط الملابس. ظهرت الأقمشة الشفافة بشكل كبير على مدارج الأزياء الراقية منذ عام 2006. أدى استخدام الأقمشة الشفافة كعنصر مشترك في الملابس المصممة إلى «اتجاه الموضة الخالص» الذي كان سائدًا في دوائر الموضة منذ عام 2008